# Зоряное (Запорожский район)
Зоряное (укр. Зоряне) (также Звёздное, до 2016 г. — Ури́цкое) — село,
Веселовский сельский совет,
Запорожский район,
Запорожская область,
Украина.
Код КОАТУУ — 2322181307. Население по переписи 2001 года составляло 323 человека.

## Географическое положение
Село находится в 2-х км от правого берега реки Томаковка,
на расстоянии в 1 км от села Весёлое.
По селу протекает пересыхающий ручей с запрудой.

## Происхождение названия
На территории Украины имеются три населённых пункта с названием Зоряное.

## История
- 1928 год — дата преобразования хутора в село Урицкое, названное в честь убитого поэтом Леонидом Каннегисером петроградского чекиста Моисея Урицкого.
- 2016 — ВРУ «декоммунизировала» название и переименовала село Урицкое в село Звёздное[2][3][4][5][6][7][8][9][10] (укр. Зоряне)[12].